# Paroxya atlantica
Paroxya atlantica är en insektsart som beskrevs av Scudder, S.H. 1877. Paroxya atlantica ingår i släktet Paroxya och familjen gräshoppor. Inga underarter finns listade i Catalogue of Life.